# Ahmed al-Hiba
 (mars 2023).
Moulay Ahmed al-Hiba, dit el Hiba, né vers 1876 et mort en 1919 à Kerdous dans l'Anti-Atlas, est un chef de file de la résistance armée contre la France et l'Espagne dans le Sahara espagnol et le sud Maroc, ainsi qu'un prétendant au sultanat du Maroc.

## Biographie
El-Hiba est un membre de la famille des Ahl Taleb al-Mukhtar. Il est le fils de Ma el Aïnin, un chef religieux Maure qui entraîne un soulèvement armé contre les Français dans le sud du Maroc au début du XXe siècle. 
En 1912, Moulay Abd el Hafid signe le traité de Fès rédigé par le gouvernement Français. Le protectorat français s'installe et prend un contrôle virtuel sur le pays, El Hiba considère que cela a de facto fait perdre son trône au sultan du Maroc, et se proclame Amir Al Moujahidin (émir des moudjahids), puis sultan à Tiznit.
Après un soulèvement dans le Sud du Maroc, El Hiba est reconnu en tant que sultan par les tribus de la région de Tiznit, Tafraout, Taroudant, de l'Anti-Atlas occidental, des régions de Drâa et de Dades, les Chtouka, les Ida ou Tanan, les Mesguina, et les Haouara. Il gagne un allié puissant en Si Madani, chef de la famille Glaoui, qui redevient ensuite un soutien du véritable sultan. Avec son armée composée de nomades Maures (Tekna, Ouled Delim, Rgueibat) et berbères du Souss et de l'Anti-Atlas ,, il entre à Marrakech le 14 août 1912 et s'y fait proclamer sultan.
Une bataille décisive contre les Français a lieu à Sidi Bou Othmane, près de Marrakech, le 6 septembre 1912. Les forces d'al-Hiba sont vaincues par les spahis et les tirailleurs sénégalais commandés par le Colonel Charles Mangin, entraînant la perte d'environ 2 000 guerriers tribaux.
En janvier 1913, il est chassé de Taroudant, où il est réfugié après sa fuite de Marrakech, par des troupes menées par Thami El Glaoui, Taïeb el Goundafi et Haïda Ou Mouis. 
Il est finalement accueilli en 1915 à Kerdous, dans l'Anti-Atlas, par un notable du pays, Addi Ou Ahmed. En janvier, il reçoit une délégation allemande cherchant des alliées contre les français. Il n'est pas le seul à être approché à cette période avec notamment : Shérif Muhammad al-Hijami, Mohammed Al-Mamoune (cousin d'al-Hibba) ou encore Moha Ou Hammou Zayani.

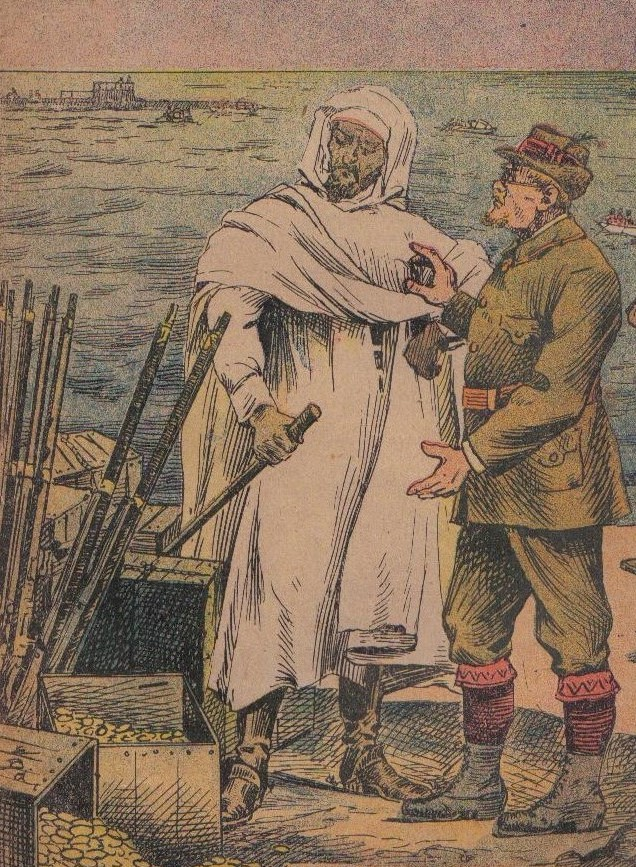
Mission Proebster (octobre 1916), livraison d'armes à Moulay Ahmed el Hiba.

Fin 1916, le « Capitaine Chleuh », Léopold Justinard, est envoyé à Tiznit pour surveiller le sultan de Kerdous, que la mission allemande menée par Edgar Proebster, tente de ravitailler en armes en débarquant, depuis un sous-marin, à l'embouchure de l'oued Dra. En 1917, il échappe par miracle au bombardement aérien de Kerdous. Il meurt de causes naturelles le 23 juin 1919 à Kerdous, où se trouve son tombeau. Son frère Merebbi Rebbo lui succède.